# Stanislav Markélov
Stanislav Iúrievitx Markélov (rus: Станисла́в Ю́рьевич Марке́лов, IPA: [stənʲɪˈslaf ˈjʉrʲjɪvʲɪtɕ mɐrˈkɪtɕ mɐrˈkɪtəf]) (Moscou, 20 de maig de 1974 – Moscou, 19 de gener de 2009) va ser un advocat pels drets humans rus. Va participar en una sèrie de casos divulgats, inclosos els d'activistes polítics d'esquerra i antifeixistes perseguits des dels anys 1990, així com periodistes i víctimes de violència policial.
Entre altres coses, havia estat l'advocat de la família d'Elza Kungaeva, una jove txetxena assassinada pel coronel rus Iuri Budanov, que va sortir de la presó a mitjans de gener, 15 mesos abans que acabés la seva condemna inicial. Markélov va ser assassinat el 19 de gener de 2009 a Moscou per membres de l'organització neonazi BORN.

## Trajectòria
Markélov va ser president de l'Institut de l'Estat de Dret rus. Va representar Anna Politkóvskaia, que va ser assassinada a Moscou el 2006; Mikhail Beketov, l'editor d'un diari favorable a l'oposició que va ser severament colpejat el novembre de 2008; i molts civils txetxens que havien estat torturats. També va defensar les persones que van ser víctimes de la crisi dels ostatges del teatre Dubrovka de Moscou. Algunes de les seves obres escrites, en les quals imprimeix el seu pensament són Russia's "Filtration System" o Don't read this book.

## Assassinat
El 19 de gener de 2009 va ser mort a trets mentre sortia d'una conferència de premsa a Moscou, a menys d'uns 800 metres del Kremlin, quan tenia 34 anys. Anastassia Babúrova, periodista del Nóvaia Gazeta, que va intentar ajudar-lo, també va morir a trets.
El 23 de gener de 2009, el president d'Ucraïna, Víktor Iúsxenko, va enviar un telegrama als pares de Babúrova. Sis dies després, el president de Rússia, Dmitri Medvédev, va oferir el seu condol.

### Reaccions
Prop de 300 joves van protestar a Moscou amb eslògans com «Rússia Unida és un país feixista» i «Markélov viurà per sempre». Més de 2.000 persones van sortir als carrers de Grozni. Human Rights Watch i Amnistia Internacional van sol·licitar una investigació imparcial. L'1 de febrer es van organitzar diverses manifestacions de suport a ciutats com París, Roma, Moscou o Kíiv. Aquell mateix mes, una experta en crims d'odi, Galina Kojévnikova, va dir que va rebre una amenaça per correu electrònic que li advertia que «es preparés» per unir-se a Markélov.

### Investigació
El novembre de 2009, les autoritats russes van declarar el final de la investigació penal. Els sospitosos de l'assassinat van ser Nikita Tíkhonov, de 29 anys, i la seva xicota, Yevgenia Khasis, de 24 anys, una parella nacionalista radical implicada amb un grup anomenat Imatge Russa (en rus: Русский образ,Russky Obraz) i associat a l'organització identitària i neonazi russa BORN (en rus: Боевая организация русских националистов).
Segons les investigacions, Tíkhonov va ser l'autor material, mentre que Jasis li informava per telèfon mòbil dels moviments de Markélov i Babúrova just abans del doble assassinat. El crim va ser motivat com a venjança per l'activitat de Markélov com a advocat defensor d'activistes. Els sospitosos van ser detinguts i van confessar el crim. Al maig de 2011, Tíkhonov va ser condemnat a presó perpètua i Khasis a 18 anys de presó.